# Karl-Marx-Straße 22 (Thale)

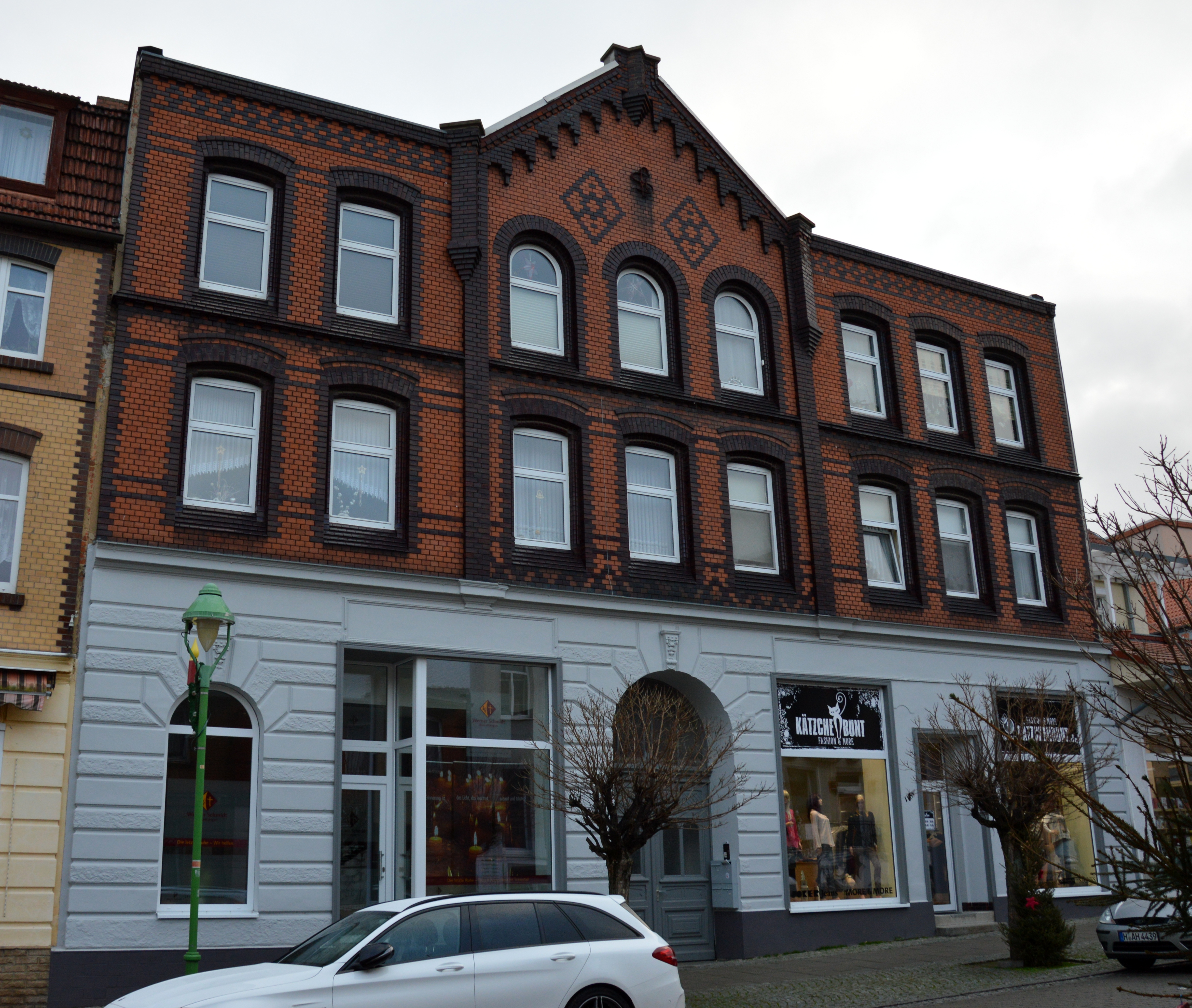
Haus Karl-Marx-Straße 22 im Jahr 2016

Das Gebäude Karl-Marx-Straße 22 ist ein denkmalgeschütztes Wohn- und Geschäftshaus in der Stadt Thale in Sachsen-Anhalt.

## Lage
Es befindet sich auf der Südseite der Karl-Marx-Straße im Ortszentrum von Thale. Unmittelbar östlich grenzt das gleichfalls denkmalgeschützte Haus Karl-Marx-Straße 24 an.

## Architektur und Geschichte
Der in massiver Bauweise errichtete dreigeschossige Bau wurde im Stil des Historismus gestaltet. Die Fassade des Erdgeschosses weist eine feine Bossierung auf und lehnt sich an die Formen der repräsentativen Architektur des 17. Jahrhunderts an. Die achtachsige Fassade der oberen Geschosse ist hingegen in deutlichem Kontrast hierzu im Stil der Neogotik gehalten und mit roten und braunen Klinkern versehen.
Im Erdgeschoss befindet sich eine Toreinfahrt sowie Ladengeschäfte.
Im örtlichen Denkmalverzeichnis ist das Wohn- und Geschäftshaus unter der Erfassungsnummer 094 45287 als Baudenkmal verzeichnet.